# Raffles Hotel

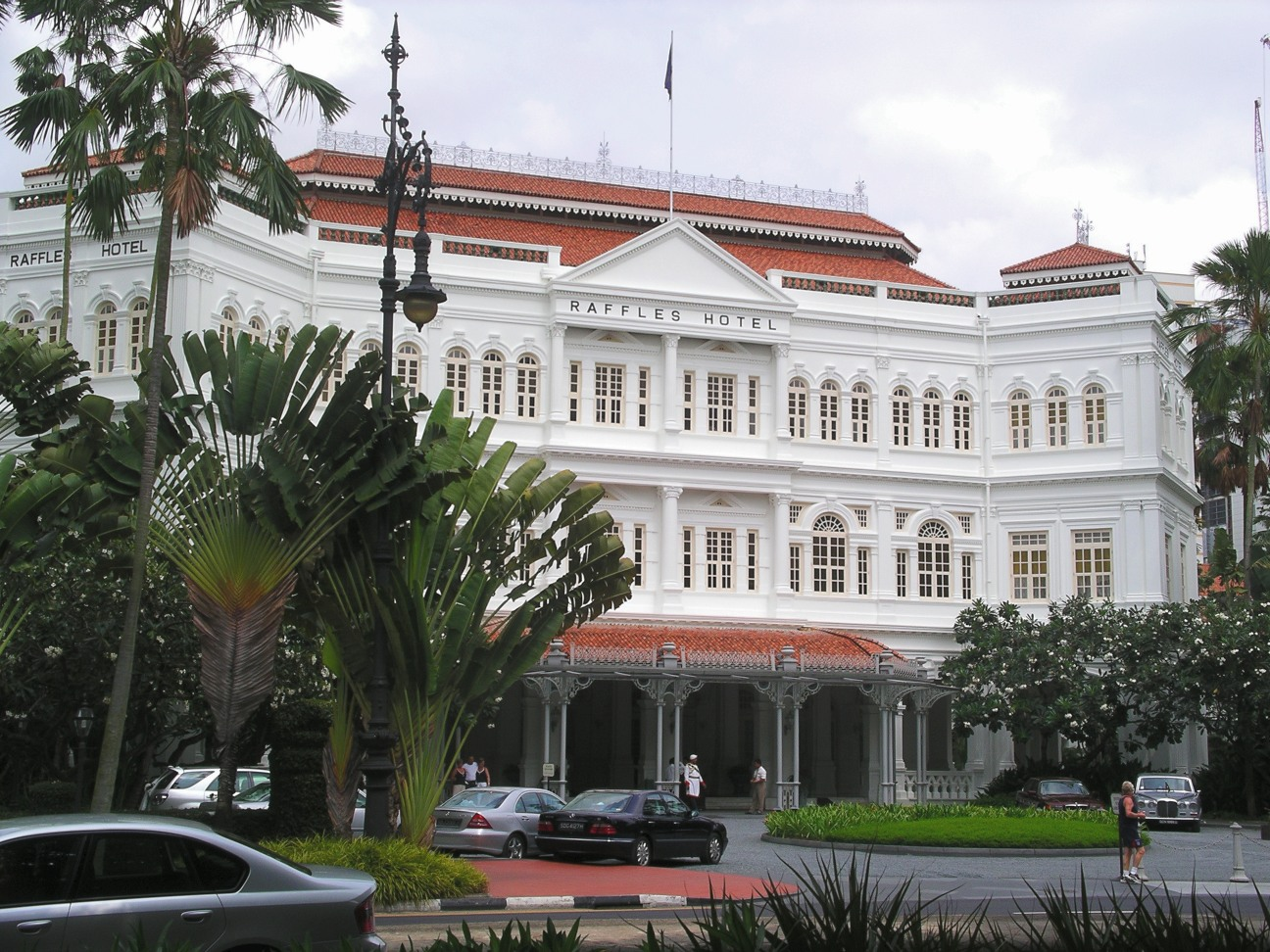
Het Raffles Hotel

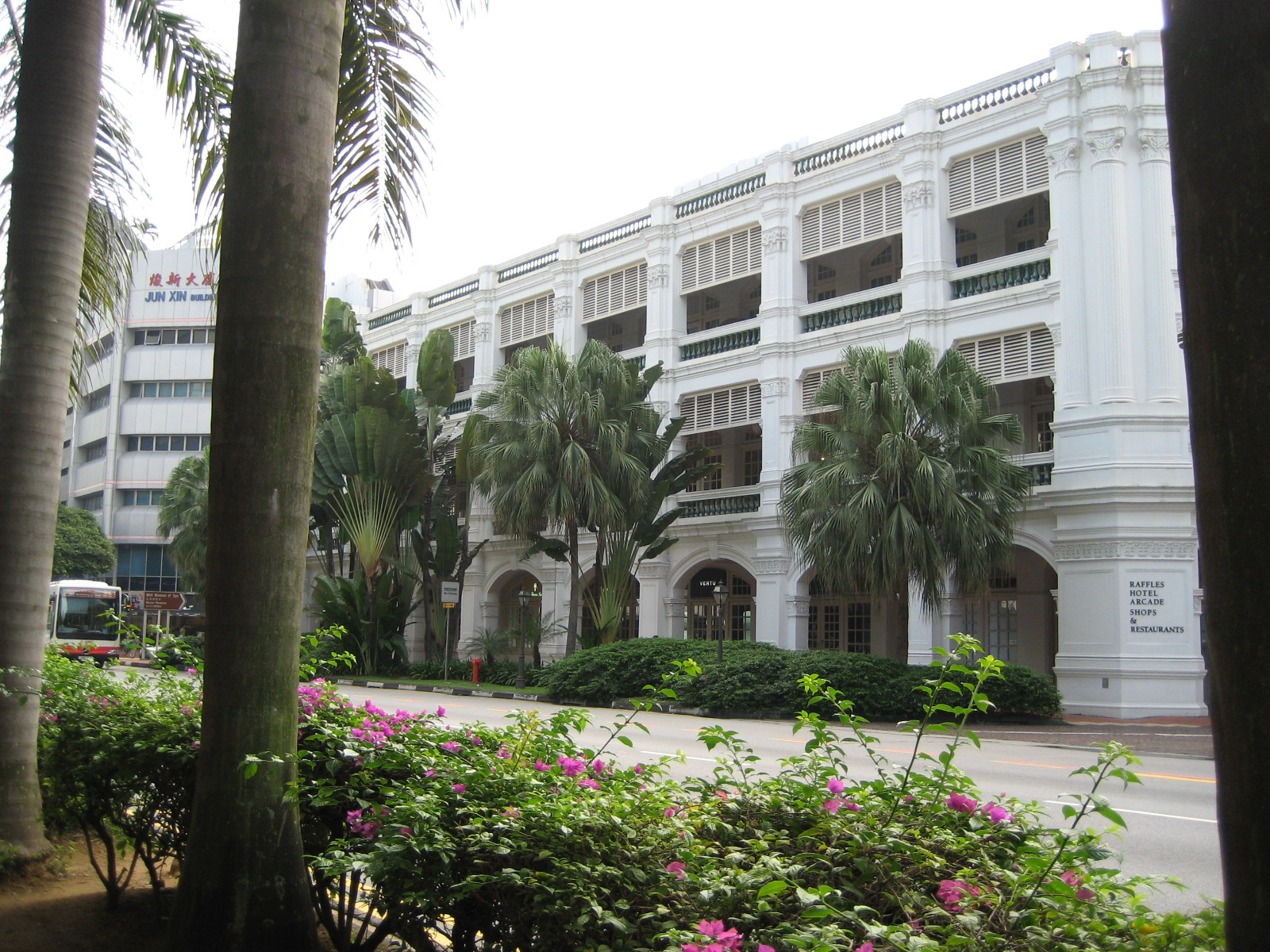
Zijaanzicht van Raffles Hotel, luxehotel in Britse koloniale stijl in Singapore

Raffles Hotel is het bekendste hotel van de Aziatische stadstaat Singapore. Het opende zijn deuren in 1887 en het is vernoemd naar de stichter van deze stad, Sir Thomas Stamford Raffles. Het gebouw is opgetrokken in victoriaanse architectuur en beslaat een terrein van vier hectare.
Het Raffles hotel heeft 103 suites. Het beschikt ook over meerdere restaurants en bars. In de Long bar zou, ergens in de jaren 10 van de 20e eeuw, de cocktail Singapore Sling zijn uitgevonden. Ook zijn er een paar boetieks gevestigd.
Volgens een plaatselijke legende zou de laatste overlevende Maleise tijger van Singapore in het hotel zijn doodgeschoten nadat het dier het gebouw zou zijn binnengedrongen.
Het gebouw heeft de status van nationaal monument.